# Distretto di Thep Sathit
Il distretto di Thep Sathit (in thailandese: เทพสถิต) è un distretto (amphoe) della Thailandia, situato nella provincia di Chaiyaphum.